# Sevier Lake
Het Sevier Lake is een playa en vaak droogstaand zoutmeer in Millard County in de Amerikaanse deelstaat Utah.
Het meer heeft geen uitlaat en is dus (zoals de meeste zoutmeren) een endoreïsch meer. Sevier Lake vormt het laagste punt van de omliggende Sevierwoestijn, een deelwoestijn van de veel ruimere Woestijn van het Grote Bekken. Het meer wordt voornamelijk gevoed door twee rivieren: de Sevier en de Beaver River. Net voor de (theoretische) monding van de Sevier in het Sevier Lake mondt de Beaver River uit in de Sevier. De laatste decennia wordt het water van de Sevier veel gebruikt voor irrigatie van landbouwgronden in de omliggende woestijn en bereikt het water van de Sevier de zoutvlakte niet meer.
Net zoals het Grote Zoutmeer en Utah Lake vormt het een overblijfsel van het Pleistocene Bonnevillemeer.